# Рычков, Максим
Максим Рычков (эст. Maksim Rõtškov; 22 октября 1973, Тарту) — советский и эстонский футболист, полузащитник.

## Биография
Воспитанник ДЮСШ г. Тарту, затем учился в Минском институте физкультуры, в дальнейшем перевёлся в Тартуский университет. На взрослом уровне начал выступать в 1991 году в первенстве Белорусской ССР в составе «Металлурга» (Молодечно), становился победителем Кубка СССР среди команд производственных коллективов. После распада СССР в течение двух сезонов выступал за «Металлург» в высшей лиге Белоруссии, сыграл 15 матчей.
В сезоне 1993/94 вернулся в Эстонию и присоединился к действующему чемпиону «Норме» (Таллин). По итогам сезона 1993/94 стал серебряным призёром. Затем выступал за «Таллинна Садам», с которым неоднократно становился призёром чемпионата страны. С 1999 года выступал за «Левадию» (Маарду/Таллин), в её составе неоднократно был чемпионом и призёром чемпионата Эстонии. В сезоне 2000/01 играл в чемпионате Уэльса за «ТНС Ллансантффред», затем вернулся в «Левадию».
В 2005—2008 годах играл за таллинский «Аякс Ласнамяэ» в первом и высшем дивизионах. Затем в течение полутора лет играл за дубль «Левадии», также в этот период тренировал детские команды клуба. С 2010 года выступал за таллинский «Атлетик»/«Инфонет», в его составе в 2011 году стал лучшим бомбардиром первой лиги Эстонии с 40 голами. В конце карьеры играл за клубы низших дивизионов.
В 2013 году был ассистентом тренера женской студенческой сборной Эстонии. По состоянию на 2018 год тренировал женскую команду «Левадии». По состоянию на 2020 год — главный тренер женской команды таллинского «Калева».